# Frans-Duitse erfvijandigheid
De Frans-Duitse erfvijandigheid is het idee van onvermijdelijke vijandige relaties en onderling revanchisme tussen Frankrijk en Duitsland dat populair werd tijdens de Frans-Duitse Oorlog van 1870-1871. Het was een belangrijke factor in de Duitse eenwording en de Eerste Wereldoorlog. Na afloop van de Tweede Wereldoorlog en het begin van de Koude Oorlog zorgde het Schumanplan voor een grondige verandering van de Frans-Duitse relaties, die een van de grondslagen van de Europese integratie zou worden.
Een tegenhanger van het begrip wordt gevonden in 'Frans-Duitse as', een term die juist de (lots)verbondenheid tussen de twee naties benadrukt.